# دان بيشوب
دان بيشوب هو محامي وسياسي أمريكي، ولد في 1 يوليو 1964 في شارلوت في الولايات المتحدة. نشط حزبياً في الحزب الجمهوري.

## مناصب
- انتخب عضو مجلس النواب الأمريكي عن دائرة North Carolina's 9th congressional district [الإنجليزية]‏ وقد انضم خلال فترته النيابية [الإنجليزية]‏ (3 يناير 2019 – 3 يناير 2021) للكتلة البرلمانية الحزب الجمهوري.
- انتخب عضو مجلس النواب الأمريكي.
- انتخب عضو مجلس ولاية كارولاينا الشمالية ‏.
- انتخب عضو مجلس نواب كارولينا الشمالية ‏.

## وصلات خارجية
- الموقع الرسمي